# Bernard Vandamme
Bernard Vandamme, znany też jako Bernard van Damme – belgijski zawodowy zapaśnik.

## Tytuły i osiągnięcia
- Independent Wrestling World:
  - IWW Junior Heavyweight Championship (1)

- Wrestling Stars:
  - WS European Tag Team Championship (2)
  - WS Belgian Middleweight Championship (1)

- EuroStars:
  - EuroStars European Championship (5)

- Eventos de Wrestling Europeo:
  - EWE Heavyweight Championship (1)

- Wrestling New Classic:
  - WNC Championship (1)

## We wrestlingu
- Finishery
  - Top Rope Frankensteiner

- Akcje rozpoznawcze
  - Missile Dropkick
  - Northern Lights Suplex
  - Reverse Crossbody